# NCR (オートバイメーカー)
NCR（エヌシーアール）は、イタリアのオートバイメーカーである。

## 概要
1967年にドゥカティの技術者だったジョルジオ・ネポティ、リノ・カラッキ、レナルド・リッチの3人が独立してそれぞれの頭文字をとってスクーデリアNCRを設立。ドゥカティのレース用オートバイの製造を開始する。
1978年にはフォーミュラ1にマイク・ヘイルウッドが乗る900NCRが出場した。
その後、ドゥカティの公式レーシングチームとしてドゥカティNCRが発足。現在は「NCR s.r.l.」の名前でレース活動の他にドゥカティベースのコンプリートマシン、チューニングパーツの販売なども行っている。